# 教育委員会
教育委員会（きょういくいいんかい、英語: board of education）は、日本・大韓民国・アメリカ合衆国・カナダなどで設置されている教育行政をつかさどる委員会。略称は教委。
なお、世界的には、イギリスのように学校単位で設置され、選挙で選ばれた親、職員、校長、生徒代表などが参加する学校理事会（school governing body）を設置している国や、ニュージーランドのように学校理事会制度に移行して教育委員会制度を廃止した国などもあり制度が異なる。

## アメリカ合衆国

### 概要
アメリカ合衆国では州や学区に教育委員会が設置されている。教育課程の編成の権限は州にある。ただし、アメリカ合衆国では市や町などの一般行政とは独立して、上下水道、公園管理、警察行政など分野別の特別区が設けられており、公立学校を所管する学区も特別区となっている。
アメリカの教育委員会は定期的に教育長及び事務局に対する評価を行っている。アメリカの教育委員会には公聴会制度があり住民からの意見聴取が制度化されている。ただし、この公聴会制度に対しては実効性を疑問視する意見もある。
なお、ニューヨーク市学区では教育委員会制度を廃止して教育委員会の決定権を市長部局に吸収し、教育政策に関する重要な案件は保護者等で構成される委員会組織に諮問して承認を得る制度に変更されている。

### 組織
州教育委員会の選任方法は州知事による任命制の州と公選制の州がある。学区教育委員会の選任方法は公選制のところが多い。ただし、アメリカ合衆国の教育委員の選挙の投票率は一般的に5%から25%と低く、重要な争点があるときは投票率が上がる傾向がある。教育委員会制度の見直しで暫定的に公選制の教育委員を市長による任命制に変更する場合などもあり、任命制でも、すべての委員を市長が任命する場合や、一部の委員のみを任命する場合がある。
州教育委員会の規模は、アラスカ州、デラウェア州、フロリダ州、モンタナ州、ニューハンプシャー州、ノースダコタ州、オクラホマ州、オレゴン州では7名と小さい。一方、ニューヨーク州では16名、オハイオ州では19名、サウスカロライナ州では17名、ペンシルバニア州では21名で規模が大きい。州教育委員の任期は、ロードアイランド州では3年だが、アラバマ州、アリゾナ州、カリフォルニア州、コネチカット州、フロリダ州、ハワイ州、インディアナ州、カンザス州、ケンタッキー州、ルイジアナ州、メリーランド州、ネブラスカ州、ネバダ州、オハイオ州、オレゴン州、サウスカロライナ州、サウスダコタ州、テキサス州、ユタ州、バージニア州、ワシントン州、ワシントンDCの教育委員会では4年で、それ以外の州では任期は5年以上である。学区教育委員会では、規模は7～8名、任期は4年のところが多い。

### 権限
州教育委員会では、年12～14回程度定例の会議が開かれ、予算のほか、初等中等教育の教育課程の基準、ハイスクールの修了要件、教員免許制度等について審議する。なお、教育課程の編成については州の権限とされているが、全米で教育課程を統一する構想もある（Common Core State Standards Initiative）。
学区教育委員会では、所管公立学校のカリキュラムやテスト、施設設備の管理、教職員人事等について審議する。また学区で制定された所管公立学校のカリキュラムに学校が独自のカリキュラムを加えることもできる。
学校図書館の蔵書の選定も行っている。
会議は原則公開で住民の傍聴も可能とされており、学区教育委員会では住民の意見陳述の制度もある。アメリカ合衆国では公立学校の教育人事は学区教育委員会が所管しており、教員は学区教育委員会と雇用契約を締結する。

### 補佐組織
通常、州教育委員会の補佐組織は州教育長を長とする州教育局、学区教育委員会の補佐組織は学区の教育長を長とする学区教育事務所である。ただし、フロリダ州やカリフォルニア州の州教育委員会には予算分析や議会対策等の専門の補佐組織があり、学区教育委員会でも専門スタッフを置いている場合がある。

### 全国団体
- 全米州教育委員会協議会（National Association of State Boards of Education、NASBE） - 州教育委員会の全国団体で、州教育長の選考支援、ワークショップの開催、調査研究の委託及びその成果の公表、各種パンフレットの作成等を行っている[4]。
- 全米学区教育委員会協議会（NASB） - 学区教育委員会の全国団体で、調査研究の委託及び結果の公表、広報紙や機関誌の発行等を行っている[4]。

### 問題点
公選制の州でも関心の低さから投票率が低く、組織票の影響が大きい。保守系の政治団体は選挙資金を投じて選挙運動を展開し保守系の委員を増やすことで、学校図書館からリベラル色の強い書籍を排除するなどの運動を展開しており、学校が文化戦争の場となっている。

## カナダ
カナダは英語とフランス語を公用語とする2言語国家であり、ケベック州、アルバータ州、オンタリオ州など多くの州で、個々の教育委員会はいずれか1言語の教育のみを管轄する。たとえばケベック州には、11の英語の教育委員会と、62のフランス語の教育委員会がある。

## 日本

### 概要
日本の教育委員会は、教育に関する事務を管理執行するため、地方公共団体（都道府県、市町村、特別区、一部事務組合、広域連合）に置かれる行政委員会である。教育における地方自治、教育行政の首長からの独立などの原理を体現する。ただし、教育委員会は、当該地方公共団体の長（都道府県知事、市町村長（特別区の区長を含む。））、地方議会などから、様々な法的・政治的な統制を受けている。
教育委員会に関しては、主に地方自治法と地方教育行政の組織及び運営に関する法律（以下、地方教育行政法または地教行法）に定められる。
教育委員会には、その権限に属する事務を処理させるため事務局が設置される（地教行法18条1項）。教育委員会の事務局は、都道府県では教育庁、一部の市では教育局と呼称される。本来の「教育委員会」は、数人の教育委員から成る合議制の行政委員会を指す（狭義の教育委員会）が、合議制機関に事務局も併せた組織全体を「教育委員会」と呼ぶこともある（広義の教育委員会）。
- 地方自治法（昭和22年法律第67号）
第180条の8　教育委員会は、別に法律の定めるところにより、学校その他の教育機関を管理し、学校の組織編制、教育課程、教科書その他の教材の取扱及び教育職員の身分取扱に関する事務を行い、並びに社会教育その他教育、学術及び文化に関する事務を管理し及びこれを執行する。
- 地方教育行政法第2条
（この法律の趣旨）
第1条　この法律は、教育委員会の設置、学校その他の教育機関の職員の身分取扱その他地方公共団体における教育行政の組織及び運営の基本を定めることを目的とする。
（基本理念）
第1条の2　地方公共団体における教育行政は、教育基本法（平成18年法律第120号）の趣旨にのつとり、教育の機会均等、教育水準の維持向上及び地域の実情に応じた教育の振興が図られるよう、国との適切な役割分担及び相互の協力の下、公正かつ適正に行われなければならない。
（設置）
第2条　都道府県、市（特別区を含む。以下同じ。）町村及び第23条に規定する事務の全部又は一部を処理する地方公共団体の組合に教育委員会を置く。

2018年（平成30年）9月現在、教育委員会の数は、都道府県に47、政令指定都市に20、市町村に1718（広域連合・共同設置を含み、一部事務組合を含まない。）である。

### 組織
教育委員会は、教育長及び4人の委員をもって組織する（地教行法3条）。ただし、条例で定めるところにより、都道府県もしくは市または地方公共団体の組合のうち都道府県もしくは市が加入するものの教育委員会にあっては教育長および5人以上の委員、町村または地方公共団体の組合のうち町村のみが加入するものの教育委員会にあっては教育長および2人以上の委員をもって組織することができる。（同条ただし書）。委員は、非常勤の特別職地方公務員である（地教行法12条2項、地方公務員法3条3項1号）。

#### 委員
委員は、地方公共団体の長（首長）が、議会の同意を得て、任命する（地教行法4条2項）。委員の任命資格は、「当該地方公共団体の長の被選挙権を有する者で、人格が高潔で、教育、学術及び文化に関し識見を有するもの」となっている。また、「破産者で復権を得ない者」、「禁錮以上の刑に処せられた者」のいずれかの欠格事由に該当する場合には、任命することができない。さらに、委員は、地方公共団体の議会の議員若しくは長、地方公共団体に執行機関として置かれる委員会の委員若しくは委員又は地方公共団体の常勤の職員若しくは地方公務員法28条の5第1項に規定する短時間勤務の職を占める職員と兼ねることができない（兼職禁止、地教行法6条）。
その他、委員の構成について、委員の定数の2分の1以上の者が同一の政党に所属することとなってはならないことや（同条4項）、委員の年齢、性別、職業等に著しい偏りが生じないように配慮すること、委員のうちに保護者（親権を行う者及び未成年後見人）である者が含まれるようにしなければならないなどの定めがある（同条5項）。
委員の任期は4年で、再任されることができる（地教行法5条2項）。委員は、心身の故障のため職務の遂行に堪えないと認める場合又は職務上の義務違反その他委員たるに適しない非行があると認める場合（地教行法7条1項）、半数以上の委員が同一政党に所属することとなった場合（同条2項・3項）には罷免されるが、これらの場合を除き、その意に反して罷免されることはない（身分保障、同条4項）。 委員は、欠格事由に該当するに至った場合や、首長の被選挙権を有する者でなくなった場合には失職し（地教行法9条）、首長及び教育委員会の同意を得て、辞職することができる（地教行法10条）。 
委員には、解職請求（リコール）の制度がある（地方自治法13条3項）。首長の選挙権を有する者は、政令で定めるところにより、その総数の3分の1以上の者の連署をもつて、その代表者から、首長に対し、委員の解職を請求することができる（地教行法8条1項）。教育委員の解職請求については、地方自治法のリコールに関する規定が準用される（同条2項）。
委員には、守秘義務が課せられ（地教行法11条1項、2項・3項）、政党等の役員就任や積極的な政治運動が禁じられる（同条6項）。また、委員は、その職務の遂行に当たつては、自らが当該地方公共団体の教育行政の運営について負う重要な責任を自覚するとともに、地方教育行政法1条の2に規定する基本理念に則して当該地方公共団体の教育行政の運営が行われるよう意を用いなければならない。

#### 教育長
教育委員会には、教育長が置かれる（地教行法3条）。教育長は、人格が高潔で、教育行政に関し識見を有するもののうちから、地方公共団体の長が議会の同意を得て任命する（地教行法4条）。教育長の任期は3年（地教行法5条）。
教育長は、教育委員会の会務を総理し、教育委員会を代表する（地教行法13条）。

#### 事務局
教育委員会には、その権限に属する事務を処理させるため、事務局が置かれる（地教行法17条）。事務局の内部組織は、教育委員会規則で定められる（同条2項）。
事務局長の呼称は、地方公共団体によって「教育委員会事務局長」、「教育次長」、「教育部長」と称している。事務局には、指導主事、社会教育主事その他の職員が置かれる（地教行法18条1項・2項、社会教育法9条の2第1項）。事務局の職員は、教育長の推薦により、教育委員会が任命する（同条7項）。指導主事は、上司の命を受け、学校（学校教育法1条に規定する学校。いわゆる一条校）における教育課程、学習指導その他学校教育に関する専門的事項の指導に関する事務に従事する（同条3項）。指導主事は、教育に関し識見を有し、かつ、学校における教育課程、学習指導その他学校教育に関する専門的事項について教養と経験がある者でなければならない（同条4項）。指導主事は、大学以外の公立学校（地方公共団体が設置する学校）の教員（教育公務員特例法2条2項に規定する教員）をもつて充てることができる（充て指導主事）。

#### 教育庁
教育庁（きょういくちょう）は、教育委員会におかれる事務局の呼称のひとつ。地方教育行政法によって規定されており、多くは都道府県の教育委員会規則によって内部組織について定められ、都道府県組織の一部に組み込まれている。教育長が総括する。埼玉県、神奈川県などは、「教育局」と称している。
市町村では、「教育庁」ではなく本来の意義に近い「教育委員会事務局」の名称にしているところが多い。政令指定都市である仙台市の教育委員会の事務局は、「仙台市教育局」と称している。相模原市も教育局である。静岡市は事務局だが、その下に教育局がある。

### 職務権限
教育委員会及び地方公共団体の長は、それぞれ、法令、条例、地方公共団体の規則並びに地方公共団体の機関の定める規則及び規程に基づいて、教育に関する事務を管理し、及び執行する（地教行法25条）。

#### 委員会の職務権限
教育委員会は、地方公共団体が処理する教育に関する事務で、次に掲げるものを管理し、及び執行する（地教行法23条）。
1. 教育委員会の所管に属する学校その他の教育機関の設置、管理及び廃止に関すること。
2. 学校その他の教育機関の用に供する財産（教育財産）の管理に関すること。
3. 教育委員会及び学校その他の教育機関の職員の任免その他の人事に関すること。
4. 学齢生徒及び学齢児童の就学並びに生徒、児童及び幼児の入学、転学及び退学に関すること。
5. 学校の組織編制、教育課程、学習指導、生徒指導及び職業指導に関すること。
6. 教科書その他の教材の取扱いに関すること。
7. 校舎その他の施設及び教具その他の設備の整備に関すること。
8. 校長、教員その他の教育関係職員の研修に関すること。
9. 校長、教員その他の教育関係職員並びに生徒、児童及び幼児の保健、安全、厚生及び福利に関すること。
10. 学校その他の教育機関の環境衛生に関すること。
11. 学校給食に関すること。
12. 青少年教育、女性教育及び公民館の事業その他社会教育に関すること。
13. スポーツに関すること。
14. 文化財の保護に関すること。
15. ユネスコ活動に関すること。
16. 教育に関する法人に関すること。
17. 教育に係る調査及び基幹統計その他の統計に関すること。
18. 所掌事務に係る広報及び所掌事務に係る教育行政に関する相談に関すること。
19. 前各号に掲げるもののほか、当該地方公共団体の区域内における教育に関する事務に関すること。

#### 教育委員会規則の制定
教育委員会は、法令又は条例に違反しない限りにおいて、その権限に属する事務に関し、教育委員会規則を制定することができる（地教行法14条）。

#### 首長提出議案に対する意見の申出
教育委員会は、首長が、歳入歳出予算のうち教育に関する事務に係る部分その他特に教育に関する事務について定める議会の議決を経るべき事件の議案を作成する場合においては、意見を申出ることができる（地教行法29条）。

#### 予算案の作成と予算の執行
教育委員会には、予算案作成権や予算案を議会に提出する権限、予算を執行する権限はない（地方自治法第109条、186条の6）。教育委員会に関する予算案は、首長が作成し、議会に提出する。ただし、首長は、歳入歳出予算のうち教育に関する事務に係る部分の議案を作成する場合においては、教育委員会の意見をきかなければならない（地教行法29条）。議会に提出された予算案は、審議を経て議会が議決する（地方自治法96条1項2号）。ただし、予算執行については、地方自治法第180条の2により、首長の予算執行権を教育委員会に補助執行させている例がほとんどである。教育長には１億5000万円未満の支出命令、教育委員会事務局の部長は1億円未満の支出命令、同課長には1000万円未満の支出命令を補助執行させるなど、金額によって区分して、首長の規則で定めている例がある。

#### 教育長への事務の委任
教育委員会は、教育委員会規則で定めるところにより、その権限に属する事務の一部を教育長に委任し、又は教育長をして臨時に代理させることができる（地教行法25条1項）。ただし、次に掲げる事務は、教育長に委任することができない（同条2項）。
1. 教育に関する事務の管理及び執行の基本的な方針に関すること。
2. 教育委員会規則その他教育委員会の定める規程の制定又は改廃に関すること。
3. 教育委員会の所管に属する学校その他の教育機関の設置及び廃止に関すること。
4. 教育委員会及び教育委員会の所管に属する学校その他の教育機関の職員の任免その他の人事に関すること。
5. 教育に関する事務の管理及び執行の状況の点検及び評価等に関すること。
6. 教育に関する予算案作成や議会に提出する議案の作成に先立つ意見の申出に関すること。

#### 首長の職務権限
なお、地方公共団体の長は、次の各号に掲げる教育に関する事務を管理し、及び執行する（地教行法22条）。
1. 大学に関すること。
2. 私立学校に関すること。
3. 教育財産を取得し、及び処分すること。
4. 教育委員会の所掌に係る事項に関する契約を結ぶこと。
5. 前号に掲げるもののほか、教育委員会の所掌に係る事項に関する予算を執行すること。

また、地方公共団体の長は、次の各号に掲げる教育に関する事務のいずれか又はすべてを管理し、及び執行することとすることができる（地教行法23条）。
1. スポーツに関すること（学校における体育に関することを除く。）。
2. 文化に関すること（文化財の保護に関することを除く。）。

### 教育機関
地方公共団体は、法律で定めるところにより、学校、図書館、博物館、公民館その他の教育機関を設置するほか、条例で、教育に関する専門的、技術的事項の研究又は教育関係職員の研修、保健若しくは福利厚生に関する施設その他の必要な教育機関を設置することができる（地教行法30条）。学校その他の教育機関のうち、大学は地方公共団体の長が、その他のものは教育委員会が所管する（地教行法32条本文）。ただし、地方公共団体の長が管理し、及び執行することとされた事務のみに係る教育機関は、地方公共団体の長が所管する（同条ただし書き）。
学校には、法律で定めるところにより、学長、校長、園長、教員、事務職員、技術職員その他の所要の職員を置く（地教行法31条1項）。学校以外の教育機関に、法律又は条例で定めるところにより、事務職員、技術職員その他の所要の職員を置く（同条2項）。教育委員会の所管に属する学校その他の教育機関の校長、園長、教員、事務職員、技術職員その他の職員は、この法律に特別の定がある場合を除き、教育長の推薦により、教育委員会が任命する（地教行法34条）。また、職員の任免、給与、懲戒、服務その他の身分取扱に関する事項は、この法律及び他の法律に特別の定がある場合を除き、地方公務員法の定めるところによる（地教行法35条）。学校その他の教育機関の長は、この法律及び教育公務員特例法に特別の定がある場合を除き、その所属の職員の任免その他の進退に関する意見を任命権者に対して申し出ることができる（地教行法36条）。なお、大学附置の学校の校長が申し出る場合は、学長を経由する（同条）。
教育委員会は、法令又は条例に違反しない限度において、その所管に属する学校その他の教育機関の施設、設備、組織編制、教育課程、教材の取扱その他学校その他の教育機関の管理運営の基本的事項について、必要な教育委員会規則を定める（地教行法33条1項）。教育委員会は、学校における教科書以外の教材の使用について、あらかじめ、教育委員会に届け出させ、又は教育委員会の承認を受けさせることとする定を設ける（同条2項）。

#### 市町村立学校の教職員
市町村立学校職員給与負担法1条及び2条に規定する職員（県費負担教職員）の任命権は、都道府県委員会に属する（地教行法37条1項）。都道府県委員会は、市町村委員会の内申をまつて、県費負担教職員の任免その他の進退を行う（地教行法38条1項）。学校の校長は、所属の県費負担教職員の任免その他の進退に関する意見を市町村委員会に申し出ることができる（地教行法39条）。市町村委員会は、県費負担教職員の服務を監督する（地教行法43条1項）。

#### 学校運営協議会
教育委員会は、教育委員会規則で定めるところにより、その所管に属する学校のうちその指定する学校の運営に関して協議する機関として、当該指定学校ごとに、学校運営協議会を置くことができる（地教行法47条の6第1項）。学校運営協議会の委員は、当該指定学校の所在する地域の住民、当該指定学校に在籍する生徒、児童又は幼児の保護者その他教育委員会が必要と認める者について、教育委員会が任命する（同条2項）。指定学校の校長は、当該指定学校の運営に関して、教育課程の編成その他教育委員会規則で定める事項について基本的な方針を作成し、当該指定学校の学校運営協議会の承認を得なければならない（同条3項）。

### 文部科学大臣及び教育委員会相互間の関係
下記について、他の行政分野に比べ市町村に対する都道府県や文部科学省の関与が多く、教育行政分野は地方分権が相当遅れている。地方自治法で定める関与に加えて、地方教育行政法で地方自治法にはない「指導」や調査権の拡大などを定めているためだが、地方自治法第1条の２の趣旨に反しているとの批判がある。市町村教育委員会の不祥事は、ある意味、国や都道府県の「指示待ち」状態を生んでしまった現行システムに根本的な要因があると考えられる。
文部科学大臣は都道府県委員会又は市町村委員会相互の間の、都道府県委員会は市町村委員会相互の間の連絡調整を図り、並びに教育委員会は、相互の間の連絡を密にし、及び文部科学大臣又は他の教育委員会と協力し、教職員の適正な配置と円滑な交流及び教職員の勤務能率の増進を図り、もつてそれぞれその所掌する教育に関する事務の適正な執行と管理に努めなければならない（地教行法51条）。 
文部科学大臣は都道府県又は市町村に対し、都道府県委員会は市町村に対し、都道府県又は市町村の教育に関する事務の適正な処理を図るため、必要な指導、助言又は援助を行うことができる（地教行法48条1項）。また、文部科学大臣は、都道府県委員会に対し、市町村に対する指導、助言又は援助に関し、必要な指示をすることができる（同条3項）。都道府県知事又は都道府県委員会は文部科学大臣に対し、市町村長又は市町村委員会は文部科学大臣又は都道府県委員会に対し、教育に関する事務の処理について必要な指導、助言又は援助を求めることができる（同条4項）。
文部科学大臣は、都道府県委員会又は市町村委員会の教育に関する事務の管理及び執行が法令の規定に違反するものがある場合又は当該事務の管理及び執行を怠るものがある場合において、児童、生徒等の教育を受ける機会が妨げられていることその他の教育を受ける権利が侵害されていることが明らかであるとして是正を要求することができる（地教行法49条）。
文部科学大臣は、都道府県委員会又は市町村委員会の教育に関する事務の管理及び執行が法令の規定に違反するものがある場合又は当該事務の管理及び執行を怠るものがある場合において、児童、生徒等の生命又は身体の保護のため、緊急の必要があるときは、当該教育委員会に対し、当該違反を是正し、又は当該怠る事務の管理及び執行を改めるべきことを指示することができる（地教行法50条本文）。ただし、この指示は、他の措置によつては、その是正を図ることが困難である場合に限られる（同条ただし書き）。
文部科学大臣又は都道府県委員会は、指導、助言、援助、協力などを行うため必要があるときは、地方公共団体の長又は教育委員会が管理し、及び執行する教育に関する事務について、必要な調査や調査指示を行うことができる（地教行法53条1項、2項）。また、文部科学大臣は地方公共団体の長又は教育委員会に対し、都道府県委員会は市町村長又は市町村委員会に対し、それぞれ都道府県又は市町村の区域内の教育に関する事務に関し、必要な調査、統計その他の資料又は報告の提出を求めることができる（地教行法54条2項）。

### 教育委員会の広域化
教育委員会は、普通地方公共団体（都道府県、市町村）および特別区ごとに設置する場合が多い。しかし、小規模の教育委員会では十分な人的・物的体制を採ることが難しく、効率的な行政の面からも問題がある。そこで、複数の教育委員会が一部事務組合（地方自治法284条2項、地教行法60条）や広域連合（同284条3項）などの特別地方公共団体、機関の共同設置（同252条の7）、協議会（同252条の2）、事務の委託（同252条の14）などの仕組みを用いて、広域化を図ることがある。

#### 教育に関する一部事務組合・広域連合一覧
事務内容別の教育に関する一部事務組合・広域連合一覧（2004年（平成16年）6月1日現在）は、以下の通り。一部事務組合は176、広域連合は1、共同設置は7である。
| 事務内容         | 一部事務組合・広域連合 （カッコ内は都道府県） | 組織数 |
| ---------------- | --- | ------ |
| 全部教育事務組合 | 蒜山教育事務組合（岡山） | 1      |
| 学校関係         | 十勝圏複合事務組合（北海道）、階上町南郷村田代小学校中学校組合（青森県）、公立合川高等学校組合（秋田県）、羽城中学校組合（秋田県）、国見町・梁川町大枝小学校組合（福島県）、利根沼田学校組合（群馬県）、布施学校組合（千葉県）、君津郡市広域市町村圏事務組合（千葉県）、白倉小学校組合（富山県）、細入村大沢野町学校組合（富山県）、大門町・大島町中学校組合（富山県）、公立小浜病院組合（福井県）、牧丘町三富村中学校組合（山梨県）、八代町境川村中学校組合（山梨県）、中道町豊富村中学校組合（山梨県）、長坂町外三町村高等学校組合（山梨県）、河口湖南中学校組合（山梨県）、小海町・北相木村・南相木村中学校組合（長野県）、武石村・長門町中学校組合（長野県）、辰野町・塩尻市小学校組合（長野県）、塩尻市・辰野町中学校組合（長野県）、本城村・坂北村中学校組合（長野県）、麻績村・坂井村学校組合（長野県）、松本市・山形村朝日村中学校組合（長野県）、戸倉上山田学校組合（長野県）、飯綱行政組合（長野県）、岐阜市羽島郡柳津町中学校組合（岐阜県）、東安中学校組合（岐阜県）、養基小学校養基保育所組合（岐阜県）、御嵩町兼山町中学校組合（岐阜県）、美濃加茂市富加町中学校組合（岐阜県）、御前崎町相良町学校組合（静岡県）、相良・菊川町学校組合（静岡県）、浅羽中学校組合（静岡県）、三雲町・松阪市学校組合（三重県）、多気町・松阪市学校組合（三重県）、大台町・大宮町中学校組合（三重県）、上野市・阿山町丸柱小学校組合（三重県）、紀宝町・鵜殿村中学校組合（三重県）、笠置町南山城村中学校組合（京都府）、岩滝町宮津市中学校組合（京都府）、加古川市高砂市宝殿中学校組合（兵庫県）、南光町山崎町三土中学校事務組合（兵庫県）、播磨高原広域事務組合（兵庫県）、緑町洲本市小中学校組合（兵庫県）、川西町三宅町・式下中学校組合（奈良県）、御坊市・川辺町中学校組合（和歌山県）、古座町・古座川町学校組合（和歌山県）、羽合町泊村中学校組合（鳥取県）、関金町倉吉市中学校組合（鳥取県）、米子市日吉津村中学校組合（鳥取県）、吉備高原都市学校事務組合（岡山県）、笠岡市・矢掛町中学校組合（岡山県）、総社市外二箇村中学校組合（岡山県）、大原町・東粟倉村中学校組合（岡山県）、音戸町・倉橋町広域行政組合（広島県）、瀬戸田町・因島市中学校組合（広島県）、福山市・沼隈町中学校組合（広島県）、神石町・三和町学校組合（広島県）、庄原市・三次市学校組合（広島県）、山本町観音寺市学校組合（香川県）、北郷中学校組合（愛媛県）、青石中学校組合（愛媛県）、高知県宿毛市愛媛県南宇和郡愛南町篠山小中学校組合（愛媛県）、赤岡町吉川村中学校組合（高知県）、日高村佐川町学校組合（高知県）、古賀市外3ヶ町高等学校組合（福岡県）、宝珠山小石原中学校組合（福岡県）、久留米市外四市町高等学校組合（福岡県）、吉富町外一市中学校組合（福岡県）、築上東中学校組合（福岡県）、塩田町・嬉野町小学校組合（佐賀県）、玉名市横島町中学校組合（熊本県）、鹿本郡鹿央町山鹿市中学校組合（熊本県）、益城町及び御船町中小学校組合（熊本県）、宮原町及び八代市中学校組合（熊本県）、上津江村中津江村中学校組合（大分県）、与勝事務組合（沖縄県） | 78     |
| 教育研修センター | 石狩教育研修センター組合（北海道）、後志教育研修センター組合（北海道）、空知教育研修センター組合（北海道）、上川教育研修センター組合（北海道）、網走地方教育研修センター組合（北海道）、十勝圏複合事務組合（北海道）、中部上北広域事業組合（青森県）、最上広域市町村圏事務組合（山形県）、芳賀地区広域行政事務組合（栃木県）、南那須地区広域行政事務組合（栃木県）、岩船地域広域事務組合（新潟県）、特別区人事・厚生事務組合（東京都）、甘木朝倉広域市町村圏事務組合（福岡県）、奄美群島広域事務組合（鹿児島県）、南部広域行政組合（沖縄県） | 15     |
| 給食関係         | 江差町ほか２町学校給食組合（北海道）、奈井江・浦臼町学校給食組合（北海道）、北空知学校給食組合（北海道）、富良野地区学校給食組合（北海道）、利尻郡学校給食組合（北海道）、両湧別町学校給食組合（北海道）、丸瀬布町白滝村学校給食組合（北海道）、伊達・壮瞥学校給食組合（北海道）、中部上北広域事業組合（青森県）、十和田地域広域事務組合（青森県）、筑ろく地方学校給食組合（茨城県）、石下・千代川学校給食組合（茨城県）、本庄上里学校給食組合（埼玉県）、騎西川里学校給食センター組合（埼玉県）、飯岡町・海上町学校給食組合（千葉県）、館山市・富浦町及び三芳村学校給食組合（千葉県）、羽村瑞穂地区学校給食組合（東京都）、春江・坂井町学校給食センター組合（福井県）、川手学校給食共同調理施設組合（長野県）、池田町・松川村学校給食協同調理施設組合（長野県）、古川国府給食センター利用組合（岐阜県）、焼津・大井川学校給食組合（静岡県）、吉田町・榛原町広域施設組合（静岡県）、宝飯南部学校給食組合（愛知県）、加悦谷学校給食組合（京都府）、藤井寺市柏原市学校給食組合（大阪府）、中播北部行政事務組合（兵庫県）、津名郡広域事務組合（兵庫県）、三原郡広域事務組合（兵庫県）、曽爾村御杖村行政一部事務組合（奈良県）、英北学校給食組合（岡山県）、音戸町・倉橋町広域行政組合（広島県）、板野郡西部学校給食組合（徳島県）、麻植学校給食組合（徳島県）、美馬西部学校給食センター組合（徳島県）、大三島地区衛生事務組合（愛媛県）赤岡町吉川村学校給食センター組合（高知県）、鏡・土佐山二村学校給食組合（高知県）、嶺北広域行政事務組合（高知県）、京築広域市町村圏事務組合（福岡県）、北高地区給食衛生組合（長崎県）、鹿町江迎給食衛生一部事務組合（長崎県）、吾妻愛野学校給食組合（長崎県）、佐敷町・知念村給食センター事務組合（沖縄県） | 44     |
| 社会教育関係     | 上北地方教育福祉事務組合（青森県）、仙南地域広域行政事務組合（宮城県）、黒川地域行政事務組合（宮城県）、大崎地域広域行政事務組合（宮城県）、栗原地域広域行政事務組合（宮城県）、登米地域広域行政事務組合（宮城県）、石巻地区広域行政事務組合（宮城県）、気仙沼・本吉地域広域行政事務組合（宮城県）、本荘・由利広域市町村圏組合（秋田県）、北村山広域行政事務組合（山形県）、南会津地方広域市町村圏組合（福島県）、大宮地方広域組合（茨城県）、土浦石岡地方社会教育センター一部事務組合（茨城県）、稲敷地方広域市町村圏事務組合（茨城県）、常総地方広域市町村圏事務組合（茨城県）、芳賀地区広域行政事務組合（栃木県）、塩谷広域行政組合（栃木県）、那須広域行政組合(栃木県）、南那須地区広域行政事務組合（栃木県）、前橋広域市町村圏振興整備組合（群馬県）、高崎市等広域市町村圏振興整備組合（群馬県）、富岡甘楽広域市町村圏振興整備組合（群馬県）、吾妻広域市町村圏振興整備組合（群馬県）、比企広域市町村圏組合（埼玉県）、印西地区環境整備事業組合（千葉県）、山武郡市広域行政組合（千葉県）、長生郡市広域市町村圏組合（千葉県）、君津郡市広域市町村圏事務組合（千葉県）、小出郷体育館・福祉センター組合（新潟県）、岩船地域広域事務組合（新潟県）、甲府地区広域行政事務組合（山梨県）、釈迦堂遺跡博物館組合（山梨県）、可茂広域行政事務組合（岐阜県）、桃沢少年自然の家組合（静岡県）、豊田加茂広域市町村圏事務処理組合（愛知県）、丹波少年自然の家事務組合（兵庫県）、佐用郡広域行政事務組合（兵庫県）、曽爾村御杖村行政一部事務組合（奈良県）、東部広域行政管理組合（鳥取県）、鳥取中部ふるさと広域連合(鳥取県）、西部広域行政管理組合（鳥取県）、浜田地区広域行政組合（島根県）、柳井地区広域事務組合（山口県）、小豆地区広域行政事務組合（香川県）、田川市赤池町天郷青年の家組合（福岡県）、壱岐広域圏町村組合（長崎県）、西諸広域行政事務組合（宮崎県） | 47     |

上記の一覧作成時点（2004年（平成16年）6月1日）以後に設立または改廃された組織は以下の通り。
- 羽島郡二町教育委員会：岐阜県羽島郡岐南町と笠松町の2町[注 13]により共同設置されている教育委員会。岐南町立の1中学校3小学校と笠松町立の1中学校3小学校を管轄する。
- 相楽東部広域連合教育委員会：2009年（平成21年）に京都府相楽郡の和束町・笠置町・南山城村の3町村が作る相楽東部広域連合の教育委員会。各町村の教育委員会に加えて笠置中学校を設置していた笠置町南山城村中学校組合を統合して発足した。域内の2中学校・3小学校は相楽東部広域連合立となっている。
- 氷上郡、加東郡、佐用郡教育委員会：兵庫県旧氷上郡の6町、同県旧加東郡の3町、同県佐用郡の（旧）4町により共同設置されていた教育委員会。氷上郡は6町が合併して丹波市となったため丹波市教育委員会、加東郡は3町が合併して加東市となったため加東市教育委員会、佐用郡は4町が合併して（新）佐用町となったため佐用町教育委員会になった[注 14]。
- 隠岐島後教育委員会：1968年（昭和43年）に島根県隠岐郡の（旧）西郷町・（旧）布施村・（旧）五箇村・（旧）都万村の4町村により共同設置された教育委員会。4町村が合併して隠岐の島町となったため隠岐の島町教育委員会となった。
- 和気郡北部教育委員会：1967年（昭和42年）に岡山県和気郡の（旧）吉永町（現: 備前市）・（旧）和気町（現: 和気町）・（旧）佐伯町（現: 和気町）の3町により共同設置された教育委員会。
- 桃生郡河北地区教育委員会：1968年（昭和43年）に宮城県桃生郡の（旧）河北町・（旧）北上町・（旧）桃生町の3町（いずれも現: 石巻市）により共同設置された教育委員会。
- 上野市阿山町丸柱小学校組合 : 2004年（平成16年）に上野市、阿山町を含む6市町村が合併して伊賀市が発足したため廃止。なお、その後丸柱小学校は市内の小中学校再編により2014年（平成26年）に廃校となっている。

### 歴史
連合国軍最高司令官総司令部 (GHQ/SCAP) 要請で、アメリカ合衆国からの教育使節団が、1946年（昭和21年）3月5日・7日に来日、同年3月30日に第一次アメリカ教育使節団報告書が提出され設置勧告をされた。そこで文部省は1948年（昭和23年）に教育委員会を設置した。この制度は、教育行政の地方分権、民主化、自主性の確保の理念、とりわけ、教育の特質に鑑みた教育行政の安定性、中立性の確保という考え方のもとに、教育委員会法によって創設された。地方自治体の長から独立した公選制・合議制の行政委員会で、予算・条例の原案送付権、小中学校の教職員の人事権を持ち合わせていた。
しかし、「教育委員選挙の低投票率、首長のライバルの教育委員への立候補・当選、教職員組合を動員した選挙活動」（文部科学省、2004年）などにより、教育委員会は発足直後から廃止が主張される。
1956年（昭和31年）には、教育委員会に党派的対立が持ち込まれる弊害を解消するため、公選制の廃止と任命制の導入が行われ（逆コースの一）、教育長の任命承認制度の導入、一般行政との調和を図るため、教育委員会による予算案・条例案の送付権の廃止を盛り込んだ地方教育行政法が成立した。教育行政に対する首長の影響力が増したといえる。
その後、教育委員会制度について政策レベルで現在につながる改革論議が公になされたのは臨時教育審議会（臨教審）だった。
その上で、改革の方向性として、
- 教育委員の人選・研修
- 教育長の任期制・専任制（市町村）
- 苦情処理の責任体制の確立
- 適格性を欠く教員への対応
- 小規模市町村の事務処理体制のあり方
- 知事部局などとの連携

について提言している。
翌年には臨教審の流れを受けて「教育委員会の活性化に関する調査研究協力者会議」が発足し、教育委員会活性化方策が検討された。その内容は、
1. 教育委員会の選任
2. 教育長の選任（市町村教育長の専任化と教育長の任期制の導入）
3. 教育委員会の運営
4. 事務処理体制のあり方
5. 地域住民の意向等の反映
6. 首長部局との連携

といったものであり、これらの項目について具体策が提案された。この会議は、臨教審には無い「3. 教育委員会の運営」「4. 事務処理体制のあり方」「5. 地域住民の意向等の反映」など教育委員会の職務遂行上の実践的・日常的な運営について重点が移っている。市町村教育長の専任化と教育長の任期制の導入などの提案は、実現こそしなかったものの、地方教育行政の在り方に関する調査協力者会議や政府の地方分権推進委員会においても教育委員会の改革が検討された。
1996年（平成8年）からは地方分権推進委員会において検討が進められた。5次にわたる勧告において、委員会は、国と地方との関係について、機関委任事務の廃止と必置規制や補助金などの個別事項についての見直しに言及した。教育委員会関係では、教育長の任命承認制度の廃止、文部大臣と都道府県教委・市町村教委との関係の見直し等の勧告が出され、地方分権推進計画が閣議決定された。
翌年の1997年（平成9年）には「21世紀に向けた地方教育行政の在り方に関する調査研究協力者会議」が発足し、
- 学校と教育委員会の関係
- 国、都道府県、市町村の関係
- 地域住民と教育委員会・学校との関係
- 教育委員会の事務処理体制
- 地域コミュニティの育成と地域振興

の柱に沿って地方教育行政制度の見直しに当たっての論点を整理した。
中教審自体も1998年（平成10年）に答申（「今後の地方教育行政の在り方について」）を行った。また、2000年（平成12年）の地方分権一括推進法成立による地方教育行政法の一部改正では、
- 教育長の任命承認制度の廃止
- 指導などに関する規定の見直し
- 都道府県の基準設定の廃止

を行った。これにより、教育委員会の裁量で少人数学級の編成が可能になったり、教育長の選任は首長が任命した教育委員の中から行うようになったりした。
2000年（平成12年）の教育改革国民会議でも、
- 教育委員の構成の多様化や保護者の参加
- 会議の公開の原則

などを報告し、2年後の2002年には法改正も実現している。このように、教育行政改革は、内閣が直属の諮問機関を設け、主導する形で改革の方向性を示し、それを受けて、文科省・中教審が対症療法的に政策を検討する形で展開されている。
2006年7月、政府は、市町村の教育委員会に関する規制緩和で、文化・スポーツに関する事務などの権限を首長に移譲できる構造改革特区の設置をめざす方針を決め、「骨太の方針」（「経済財政運営と構造改革に関する基本方針」、2006年）を閣議決定した。方針は、「教育委員会制度については、十分機能を果たしていない等の指摘を踏まえ、教育の政治的中立性の担保に留意しつつ、当面、市町村の教育委員会の権限（例えば、学校施設の整備・管理権限、文化・スポーツに関する事務の権限など）を首長へ移譲する特区の実験的な取組みを進めるとともに、教育行政の仕組み、教育委員会制度について、抜本的な改革を行うこととし、早急に結論を得る」とする。
しかしながら、福岡中2いじめ自殺事件をめぐる教育委員会対応に対する世論の批判の高まりを受け、教育再生会議（のち教育再生実行会議）において、機能の強化を図ることが検討されている。また各地の学校でのいじめが報道される度に、教育委員会対応や制度全体に対する批判が起きている。
2017年10月に文化財保護の事務について、自治体の首長部局でも担当できるよう制度の見直しに向け検討を始めた。そして2019年4月1日に文化財保護法改正で施行された—。
所管している図書館・博物館などの文化施設を自治体の首長部局に移管して地域活性化するという中央教育審議会が論議していた。2019年6月に教育委員会から首長部局を移すようにする法律が施行された。

### 教育委員会制度改革の動向
教育委員会制度は以前からその形骸化が指摘され、活性化論と廃止・縮小論が展開されてきた。ここではその動向について述べる。

#### 経済界・首長からの廃止・解体論
教育委員会の廃止解体・縮小を真っ先に強く主張したのが新自由主義的経済改革を推進する社会経済生産性本部（現: 日本生産性本部）であった。同会は、1999年（平成11年）に、『教育改革に関する報告書…選択・責任・連帯の教育改革』を発表。そのなかで、小中学校と高校が市町村と都道府県という別レベルの教育委員会に委ねられている意味がないことや、教育委員会が公選制でないために文部行政の末端となっていること、さらに、教育委員会の強大な権限と官僚的な組織が学校の主体性の発揮を阻害していることなど、現行の教育委員会制度を厳しく批判し、社会教育・生涯学習部門の可能な限りの民間委託と学校教育に関する権限の校長への移管により、教育委員会の大幅な整理縮小を大胆に主張した。
全国のいわゆる改革派市長からは、後に記すように、教育委員会制度の廃止解体・縮小論が公然と強く打ち出された。地方六団体の一つである全国市長会は、2001年（平成13年）、「学校教育と地域社会の連携強化に関する意見…分権型教育の推進と教育委員会の役割の見直し…」を発表し、「文部科学省を頂点とする縦系列のなかでの地域の自主的な活動の弱さ、学校教育関係者以外との接触の希薄さにともなう閉鎖的な印象、市町村長との関係のあり方など」の問題を指摘した。そのうえで、検討課題としながらも、教育委員会の任意設置や市長と教育委員会の連携強化、首長と教育委員または教育長との日常的な意見交換を提言した。生涯教育分野に関しては、「縦割り型ではなく、多方面からの総合的な対応が望ましいこと、このような分野に関しては、教育の政治的中立性確保といった理由から特に教育委員会の所管とすべき強い事情があるとも考えられない」として、市町村長の所管とすべきとしている。
実際、その2か月後の2001年4月には、島根県出雲市において、首長部局のなかに、文化財、芸術文化、スポーツ、図書館などの社会教育・生涯学習分野が移管された。これにより、教育委員会事務局は学校教育に特化される業務を担うこととなった。同様の動きは、愛知県高浜市、群馬県太田市などほかの市にも広がっている。いわば、教育委員会の解体ないし縮小は、事実上進行しているといえる。
地方分権を推進する国からも声が挙がる。地方分権改革推進会議は、2004年（平成16年）に、「各地域の実情に応じて地方公共団体の判断で教育委員会制度を採らないという選択肢を認めるべき」と教育委員会の必置規制の弾力化を求める意見書を提出している。同会議は、「生涯学習・社会教育行政の一元化、幼保担当部局の一元化の観点から、地方公共団体がこれらの担当部局を自由に選択・調整できるようにすることが必要」とも述べ、地方分権時代の到来に備えた地方教育制度の新たな基盤整備の重要性を訴えている（「地方公共団体の行財政改革の推進等行政体制の整備についての意見」…地方分権改革の一層の推進による自主・自立の地域社会をめざして…）。
これを後押しする形で、「経済財政運営と構造改革に関する基本方針2004」が閣議決定され、そのなかでは、「地域の創意工夫を活かし、学校の自由度を高めるため、平成16年度内を目途に教育委員会の改革と合わせ、教育内容等に関する校長の権限強化と学校の外部評価の拡充に向けた方針を示す」ことが明示された。
教育ジャーナリストの中井浩一は、「教育界全体にあっては、改革にもっとも熱心なのは文科省」で、「市町村教育委員会の独自性を押さえ込んでいるのは都道府県教育委員会である」と指摘する。「その理由に挙げられるのが『全県一律』、『教育の機会均等の原則』、『地域格差をなくす』」というものである。しかし、『教育委員会の真実』の著者である角田裕育は、文科省をはじめ中央政界・官庁が教育委員会を中央集権に利用し、地方分権改革を阻んできたと指摘している。

#### 行政学者の教育委員会制度廃止・縮小論
行政学者からも教育委員会制度廃止解体・縮小論が挙がる。伊藤正次は、『岩波講座 自治体の構想 機構』において、今後の教育行政改革のあり方について、 (1) 教育委員会活性化モデル、さらに、一般行政のなかにおける (2) 総合行政モデル、 (3) 保護者の学校選択制を基盤とした市場・選択モデルの3つのガバナンス・モデルにタイプ化し、教育行政の一般総合行政への統合に言及した。
第一の教育委員会活性化モデルとは、「従来の文部省統制の緩和を目指しつつも、制度の根幹には改革の手を加えず、むしろ、教育委員会の専門性を高め、自治体内部における教育委員会のプレゼンスを拡大することを指向」する。後述するように教育行政職・教職関係者を重用することで教育委員会の専門性を高めようとするもので、文部省のみならず教育学界や教職員関係者からも支持を得ている。
第二の一般総合行政モデルは、教育委員会が首長から相対的独立性を有している点を問題視し、「教育行政を直接公選の首長の下に置」き、「教育委員会を廃止して首長の補助機構としての部局に再編化する」ことである。文化・社会教育行政、学校教育行政の所管を自治体の自主性に委ねることにより、自治体住民の代表である首長が「住民のニーズに沿って総合的な教育施策を展開する」ことを意図している。
第三の市場・選択モデルは「教育行政機構自体の徹底的な分権化を指向する」。このモデルは、「学校に組織としての自律性を与え、同時に、親・子どもに学校を選択する権利を付与することで、公教育の供給をめぐる競争市場を創出することを提唱する」。市場・選択モデルは、「文部省統制と画一的学校管理からの脱却を目指して公教育に市場原理を導入するとともに、教育委員会から各公立学校に大幅な権限委譲を行い、教育委員会の機能を縮小ないし停止させる構想」である。
伊藤はこうして3つのガバナンス・モデルを提示したうえで、「教育委員会活性化モデルが、実際に教育委員会の活性化をもたらすかどうか」疑問を呈した。「教育委員兼任教育長が現状以上に主導権を握り、委員会審議がさらに形骸化する可能性があるなど、教育委員会の活性化をめざした改革が、教育委員会のさらなる形骸化を招く可能性がある」からとする。伊藤は、「都道府県・政令市から小規模町村まで一律に教育委員会が設置され、教育行政ネットワークが全国大に張り巡らされてきたこと」によって、「文部科学省を頂点とする中央集権的な指導助言のネットワークが、首長、議会あるいは住民の意思から遊離していく危険性」を指摘する。地方教育行政法の廃止と地方自治法の改正による教育委員会の必置規制の廃止、自治体が自らの判断で教育ガバナンスの形態を選択できるよう教育ガバナンスの多様化を主張している。

## ニュージーランド
ニュージーランドでは1988年の「ピコット報告」を受け、教育省の権限を大幅に縮小するとともに、100年以上続いた教育委員会制度を廃止し、学校段階に権限を委譲するため学校理事会（BOT）制度を導入した。「ピコット報告」では効果的な行政システムは単純であるべきで可能な限り現場の近くで政策決定を行うべきであるとの理念に基づく。